# Mus
Mus é um género de mamíferos roedores da família Muridae. Inclui espécies que normalmente são chamadas de camundongos ou ratos, embora este último termo seja genérico e possa ser usado para se referir a outras espécies de roedores das famílias Muridae, Cricetidae, Heteromyidae, Diatomyidae e Bathyergidae.

## Espécies
Wilson & Reeder (2005) descrevem 38 espécies divididas em 4 subgêneros. Atualmente o número chega a 40, com a inclusão de uma espécie descrita em 2006 por Cucchi e colaboradores e outra espécie redescoberta em 2007.
Subgênero Coelomys Thomas, 1915
- Mus crociduroides (Robinson & Kloss, 1916)
- Mus mayori (Thomas, 1915)
- Mus pahari Thomas, 1916
- Mus vulcani (Robinson & Kloss, 1919)

Subgênero Mus Linnaeus, 1758
- Mus booduga (Gray, 1837)
- Mus caroli Bonhote, 1902
- Mus cervicolor Hodgson, 1845
- Mus cookii Ryley, 1914
- Mus cypriacus Cucchi, Orth, Auffray, Renaud, Fabre, Catalan, Hadjisterkotis, Bonhomme, & Vigne, 2006
- Mus famulus Bonhote, 1898
- Mus fragilicauda Auffray, Orth, Catalan, Desmarais, González & Bonhomme, 2003
- Mus macedonicus Petrov & Ruzic, 1983
- Mus musculus Linnaeus, 1758
- Mus nitidulus Blyth, 1859
- Mus spicilegus Petenyi, 1882
- Mus spretus Lataste, 1883
- Mus terricolor Blyth, 1851

Subgênero Nannomys Peters, 1976
- Mus baoulei (Vermeiren & Verheyen, 1980)
- Mus bufo (Thomas, 1906)
- Mus callewaerti (Thomas, 1925)
- Mus goundae Petter & Genest, 1970
- Mus haussa (Thomas & Hinton, 1920)
- Mus indutus (Thomas, 1910)
- Mus mahomet Rhoads, 1896
- Mus mattheyi Petter, 1969
- Mus minutoides A. Smith, 1834
- Mus musculoides Temminck, 1853
- Mus neavei (Thomas, 1910)
- Mus orangiae (Roberts, 1926)
- Mus oubanguii Petter & Genest, 1970
- Mus setulosus Peters, 1876
- Mus setzeri Petter, 1978
- Mus sorella (Thomas, 1909)
- Mus tenellus (Thomas, 1903)
- Mus triton (Thomas, 1909)

Subgênero Pyromys Thomas, 1911
- Mus fernandoni (Phillips, 1932)
- Mus phillipsi Wroughton, 1912
- Mus platythrix Bennett, 1832
- Mus saxicola Elliot, 1839
- Mus shortridgei (Thomas, 1914)